# Мота Санта Лучия
Мо̀та Са̀нта Лучѝя (на италиански: Motta Santa Lucia) е село и община в Южна Италия, провинция Катандзаро, регион Калабрия. Разположено е на 590 m надморска височина. Населението на общината е 878 души (към 2010 г.).